# Алескерова, Рухи Мурсал кызы
Рухи (Рухия) Мурсал кызы Алескерова (азерб. Ruhi Mürsəl qızı Ələsgərova; 1934, Лагич, Исмаиллинский район — 2011, там же) — советский азербайджанский государственный деятель. Народный депутат СССР (1989—1991).

## Биография
Родилась в 1934 году в пгт Лагич Исмаиллинского района Азербайджанской ССР.
В 1954 году окончила библиотечный факультет Азербайджанского государственного университета имени С. М. Кирова.
С 1954 года — библиотекарь, заведующая Лагичской поселковой библиотекой, с 1979 года — председатель Лагичского поселкового Совета народных депутатов Исмаиллинского района республики. Под руководством Алескеровой поселок Лагич значительно преобразился, была проведена большая работа по благоустройству населенного пункта, построены мосты через реку Гирдыманчай, тем самым обезопасив посёлок от стихийных бедствий, проведены новые линии электропередач, начата подача газа, построена новая дорога в поселок, открыты больница на 25 коек, детский сад на 50 мест, столовые, средняя школа, филиал музыкальной школы, профессионально-техническое училище, дом быта, новые цеха ковроткацкой фабрики, открыты автобусные рейсы из поселка в Баку, проводились субботники. По итогам 1983 года поселок Лагич стал победителем социалистического соревнования среди посёлков и сельсоветов республики, получил переходящее Красное знамя Центрального Комитета Компартии Азербайджана, Президиума Верховного Совета, Совета Министров и Совета Профсоюзов республики.
Активно участвовала в общественно-политической жизни республики и Советского Союза. Член КПСС с 1957 года, делегат XXVII съезда КПСС (1986); в январе 1990 года в знак протеста против событий, произошедших в Баку, сдала партбилет и вышла из рядов Компартии. В 1985 году избрана депутатом Верховного Совета Азербайджанской ССР 11-го созыва от Баскалского избирательного округа № 259, в 1989 году избрана народным депутатом СССР от Геокчайского национально-территориального избирательного округа № 205 Азербайджанской ССР.
Скончалась в 2011 году в родном посёлке.